# Пруске ноћи
Пруске ноћи (рус. Прусские ночи) је дуга песма Александра Солжењицина, који је служио као капетан у совјетској Црвеној армији током Другог светског рата. Пруске ноћи описују марш Црвене армије кроз Источну Пруску и фокусирају се на трауматичне акте силовања и убиства којима је Солжењицин био сведок као учесник тог марша.
Пруске ноћи је првобитно било 8. поглавље његове обимне аутобиографске песме Дороженка (Пут) коју је написао 1947. као затвореник шарашке (научно-истраживачког логора). Оригинална песма није преживела, али је 1950–1951, радећи у тешком радном логору у близини Екибастуза, Солжењицин обновио 8. и 9. поглавље ( Празник победника) као засебне песме.
Песма је заснована на сопственим искуствима Солжењицина – био је капетан артиљеријске батерије која је чинила део Другог белоруског фронта, који је у јануару 1945. извршио инвазију на Источну Пруску са југоистока Совјетска офанзива је пратила пут катастрофалне офанзиве руске Друге армије под командом Александра Самсонова током Првог светског рата; поређење са совјетском победничком офанзивом једна је од основних тема песме.
Солжењицин је компоновао песму — око 1200 стихова и дугачку преко педесет страница — док је служио казну тешког рада у логорима Гулага. Писао је неколико стихова песме сваког дана на комаду сапуна и учио их напамет док је био под тушем. Такође је писао о томе како му је компоновање ове песме помогло да преживи затвор: „Требала ми је бистра глава, јер сам две године писао песму — песму која ми је била највећа награда која ми је помогла да не приметим шта се ради са мојим телом. Понекад, док сам стајао у колони утучених затвореника, усред повика стражара са митраљезима, осећао сам толики налет рима и слика да сам изгледао као да ме лебде изнад главе. . . У таквим тренуцима сам био и слободан и срећан... Неки затвореници су покушали да побегну тако што су пробили аутомобил кроз бодљикаву жицу. За мене није било бодљикаве жице. Број затвореника је остао непромењен, али ја сам заправо био на далеком лету.“
Песму је написао између 1950-их и 1970-их. Снимио ју је 1969. године; на руском је објављена тек 1974. године када је објављена у Паризу, Француска. Њемачки превод је урадио Николаус Ехлерт 1976. године, а службено га је први превео на енглески Роберт Конквест 1977. године.
Критичка реакција је била помешана. „Њујорк тајмс” је навеоо: „незграпан и неповезан наратив од 1400 редова који се може назвати поезијом само зато што је написан у метру и рими. Послат било којој издавачкој кући емигрантског руског часописа који би носио било које име осим Солжењициновог, био би одбијен без оклевања.“ Рецензент у Њујорк ривју оф букс назвао је Пруске ноћи, „уза све своје недостатке, моћно и дирљиво дело. Књижевни критичар, писац и песник Клајв Џејмс такође је заузео позитивније мишљење.